# Alexandru Vlahuță (Vaslui)
Alexandru Vlahuță (in passato Pleșești) è un comune della Romania di 1 502 abitanti, ubicato nel distretto di Vaslui, nella regione storica della Moldavia. 
Il comune è formato dall'unione di 4 villaggi: Alexandru Vlahuță, Buda, Ghicani, Morăreni.
Nel 2003 si sono staccati da Alexandru Vlahuță i villaggi di Ibănești, Mânzați e Puțu Olarului, andati a formare il comune di Ibănești.
Pleșești ha dato i natali allo scrittore Alexandru Vlahuță (1858-1919), in onore del quale la località ha successivamente assunto il nome attuale.